# Mare Insularum
Mare Insularum (Mar de les Illes) és una mar lunar localitzada en la conca Insularum, just al sud de Mare Imbrium. Té uns 513 km de diàmetre.
El material de la conca és del període Ímbric Inferior, juntament amb material del període Ímbric Superior. La mar està envoltada pel cràter Copèrnic a l'est, i el cràter Kepler. L'Oceanus Procellarum se li uneix al sud-oest.
Copèrnic és un dels cràters més visibles de la Lluna. Els rajos tant de Copèrnic com de Kepler s'estenen cap a la mar. Es localitza proper al cràter Fra Mauro.
Sinus Aestuum forma una extensió al nord-est de la mar.